# Polystachya confusa
Polystachya confusa är en orkidéart som beskrevs av Robert Allen Rolfe. Polystachya confusa ingår i släktet Polystachya och familjen orkidéer. Inga underarter finns listade i Catalogue of Life.